# Aruba en los Juegos Olímpicos de Seúl 1988
Aruba estuvo representada en los Juegos Olímpicos de Seúl 1988 por un total de 8 deportistas, 4 hombres y 4 mujeres, que compitieron en 5 deportes.
El portador de la bandera en la ceremonia de apertura fue el judoca Bito Maduro. El equipo olímpico arubeño no obtuvo ninguna medalla en estos Juegos.